# Gustav Weinholz
Gustav Eduard Franz Weinholz (* 21. August 1874 in Frankfurt (Oder); † 15. März 1951 in Duisburg-Huckingen) war ein deutscher Bergbauingenieur und Manager.

## Leben
Nach dem Abitur am Realgymnasium in Frankfurt (Oder) studierte Gustav Weinholz an der Bergakademie Clausthal Bergbau. 1892 wurde er Mitglied des Corps Hercynia Clausthal. Nach Abschluss des Studiums war er ein Jahr Leiter eines Erzbergwerkes in der Schweiz. 1899 ging er für fünf Jahre als Ingenieur zum Bauvorhaben des Simplontunnels in Brig. Von 1904 bis 1911 war er Bergwerksdirektor verschiedener Braunkohlengruben bei Frankfurt (Oder) und in Poley in der Niederlausitz. 1911 wurde er Bergwerksdirektor der Golpa-Jeßnitz AG in Zschornewitz im Bezirk Halle (Saale), aus der die Elektrowerke AG Grube Golpa hervorgingen. 1931 wurde er in den Vorstand der Braunschweigischen Kohlen-Bergwerke AG in Helmstedt berufen. 1939 wurde er pensioniert.

## Auszeichnungen
- Ernennung zum Ehrenmitglied des Corps Hercynia Clausthal, 1949